# رتبه‌بندی یواس نیوز اند ورلد ریپورت از بهترین کالج‌ها
تبه‌بندی یواس نیوز اند ورلد ریپورت از بهترین کالج‌ها (انگلیسی: U.S. News & World Report Best Colleges Ranking) مجموعه‌ای سالانه از رتبه‌بندی دانشگاه‌های آمریکا است که برای اولین بار توسط یواس نیوز اند ورلد ریپورت در سال ۱۹۸۳ منتشر شد. این رتبه‌بندی به عنوان تأثیرگذارترین رتبه‌بندی نهادی در کشور توصیف شده است.
رتبه‌بندی‌های بهترین کالج‌ها جنجال‌برانگیز بوده‌اند و توسط چندین متخصص آموزش محکوم شده‌اند. منتقدان استدلال می‌کنند که این رتبه‌بندی‌ها به داده‌های خوداظهاری و گاه جعلی توسط مؤسسات تکیه می‌کنند، بازی مؤسساتی را که به دنبال بهبود رتبه خود هستند تشویق می‌کنند، با استخراج رتبه‌بندی ترتیبی از داده‌های مشکوک، مغالطه کمیت‌گرایی را القا می‌کنند، با برجسته کردن بیش از حد اعتبار به شور و شوق پذیرش کمک می‌کنند و با مقایسه مؤسسات با مأموریت‌های بسیار متفاوت در همان مقیاس، تناسب فردی را نادیده می‌گیرند.
در سال ۲۰۲۲، دانشگاه کلمبیا پس از گزارشی از استاد ریاضی دانشگاه کلمبیا مایکل تادئوس که نشان داد دانشگاه کلمبیا داده‌ها را به «یو اس نیوز اند ورلد ریپورت» اشتباه گزارش داده است، از رتبه دوم به رتبه هجدهم در رتبه‌بندی تنزل یافت. شماره‌گذاری «دانشگاه‌های ملی» باقی‌مانده تغییر نکرد.

## روش‌شناسی
در سال ۲۰۲۳، «یو اس نیوز اند ورلد ریپورت» نزدیک به ۱۵۰۰ دانشگاه و کالج را رتبه‌بندی کرد.
عناصر مورد استفاده در رتبه‌بندی دانشگاه‌های ملی در نسخه ۲۰۲۳ به شرح زیر است:
- "نتایج" (۵۲٪):
  - نرخ فارغ‌التحصیلی و ماندگاری (۲۱٪): نسبت هر کلاس ورودی که مدرک دانشگاهی را در شش سال یا کمتر کسب کرده‌اند (۱۶٪)، و نسبت دانشجویان سال اولی که پاییز بعدی بازگشته‌اند (۵٪)
  - عملکرد نرخ فارغ‌التحصیلی (۱۰٪): نرخ واقعی فارغ‌التحصیلی شش ساله در مقایسه با پیش‌بینی‌ها برای کلاس ورودی پاییز ۲۰۱۴
  - تحرک اجتماعی (۱۱٪): میزان موفقیت مدارس در فارغ‌التحصیلی دانشجویانی که کمک‌هزینه فدرال دریافت کرده‌اند (۶٪)، و نرخ فارغ‌التحصیلی و عملکرد دانشجویان نسل اول (۵٪)
  - بدهی فارغ‌التحصیلان (۵٪): میانگین معمول بدهی وام فدرال انباشته شده توسط وام‌گیرندگان دانشجویی
  - پتانسیل درآمد فارغ‌التحصیلان دانشگاه (۵٪): میزان فارغ‌التحصیلان دانشگاهی با وام‌های فدرال ۴ ساله پس از فارغ‌التحصیلی، درآمدی بیش از یک فارغ‌التحصیل دبیرستان معمولی دارند.
- "منابع هیئت علمی" (۱۱٪):
  - حقوق هیئت علمی (۶٪)
  - نسبت دانشجو به هیئت علمی (۳٪)
  - نسبت اعضای هیئت علمی تمام‌وقت (۲٪)
- "نظر کارشناسی" (۲۰٪): رؤسا، معاونان و روسای پذیرش، کیفیت تحصیلی مؤسسات همتای خود را که با آنها آشنا هستند، در مقیاس ۱ (حاشیه‌ای) تا ۵ (برجسته) ارزیابی می‌کنند.
- "منابع مالی" (۸٪): میانگین هزینه‌های هر دانشجو برای آموزش، تحقیق، خدمات دانشجویی و هزینه‌های آموزشی مرتبط.
- "گزینش‌پذیری دانشجو" (۵٪): نمرات آزمون استاندارد دانشجویان پذیرفته‌شده و نسبت دانشجویان پذیرفته‌شده در صدک‌های بالای کلاس مدرسه متوسطه آنها.
- "تحقیقات هیئت علمی" (۴٪): میزان استناد به مقالات و تحقیقات منتسب به هیئت علمی در زمان اشتغال در کالج.

این نشریه به چهار دسته تقسیم می‌شود: دانشگاه‌های ملی، کالج‌های هنرهای آزاد، دانشگاه‌های منطقه‌ای و منطقه‌ای دانشگاه‌ها، که دو دسته آخر به شمال، جنوب، غرب میانه و غرب تقسیم می‌شوند.
مطالعه‌ای که در سال ۲۰۱۴ در «تحقیقات در آموزش عالی» منتشر شد، با تولید یک مدل رتبه‌بندی که نتایج «اخبار ایالات متحده» را به طور دقیق بازسازی کرده و «اختلافات» ذاتی در رتبه‌بندی‌ها را برای همه دانشگاه‌های رتبه‌بندی شده در سطح ملی کمّی‌سازی می‌کرد، رمز و راز فرآیند رتبه‌بندی «اخبار ایالات متحده» را از بین برد. مدل توسعه‌یافته، بینش دقیقی از فرآیند رتبه‌بندی «اخبار ایالات متحده» ارائه داد. این مدل امکان بررسی تأثیر تغییرات در زیرعوامل «اخبار ایالات متحده» را در صورت وجود تنوع بین دانشگاه‌ها و درون زیرعوامل فراهم کرد. شبیه‌سازی‌های متعددی با استفاده از این مدل اجرا شد تا میزان تغییر مورد نیاز برای بهبود رتبه یک دانشگاه یا ورود به جمع ۲۰ دانشگاه برتر درک شود. نتایج نشان می‌دهد که برای دانشگاهی با رتبه‌بندی در اواسط دهه ۳۰، تبدیل شدن به یک دانشگاه برتر ملی به منابع اضافی قابل توجهی نیاز دارد که به شیوه‌ای بسیار متمرکز هدایت شوند و تغییرات رتبه تا +/- ۴ امتیاز باید به عنوان "اختلال" در نظر گرفته شود.